# Jätteträdråtta
Jätteträdråttan (Xenuromys barbatus) är en gnagare i underfamiljen möss (Murinae) och den enda arten i sitt släkte.
Som namnet antyder är arten en av de största i sin underfamilj. Den når en kroppslängd mellan 27 och 34 cm och därtill kommer en 22 till 28 cm lång svans. Vikten ligger vanligen mellan 0,9 och 1,1 kg. Pälsens färg på ovansidan är rödbrun till grå, buken är ljusgrå till vitaktig. På fötterna finns nästan inga hår. Svansen är bara glest täckt med hår och har istället fjäll. Dessutom är större delar av svansen vitaktiga.
Individer av jätteträdråttan hittades vid flera ställen på Nya Guinea och därför antas att den förekommer på hela norra hälften av ön. Habitatet utgörs av skogar i kuperade områden eller bergstrakter upp till 1 600 meter över havet.
Det är nästan ingenting känt om artens levnadssätt. Antagligen vistas den på marken. Födan utgörs troligen av frukter, frön och insekter.
Ibland jagas jätteträdråttan för köttets skull. IUCN bedömer beståndet som stabilt och listar arten som livskraftig (least concern).